# Ralf Philipp
Ralf Philipp (* 29. Dezember 1966 in Bad Nauheim; † 30. Juni 1985 bei Bad Nauheim) war ein deutscher Eishockeyspieler.
Ralf Philipp (auch, wohl fälschlich, Ralph geschrieben), Neffe des langjährigen Bundesliga- und Nationalspielers Rainer Philipp, erlernte beim EC Bad Nauheim das Eishockeyspielen. Er durchlief dort sämtliche Jugendmannschaften. 1984 wechselte er aus der Oberliga, damals zweithöchste deutsche Spielklasse, in die Bundesliga zu den Kölner Haien. Dort spielte er ein Jahr lang gemeinsam mit seinem Onkel und erreichte mit dem Verein das Halbfinale der Play-offs. In dieser Spielzeit zeigte sich bereits das enorme Potenzial des Nachwuchsstürmers, der in Fachkreisen bereits als zukünftiger Star der Liga gehandelt wurde. Doch dazu sollte es nicht kommen: Während der Vorbereitung zur Saison 1985/86 war er am 30. Juni in der Nähe seiner Heimatstadt in einen Autounfall verwickelt und starb noch am gleichen Tag an dessen Folgen. Von den Kölner Haien wird seitdem die Rückennummer „8“, die sowohl Ralf Philipp als auch zuvor sein Onkel beim KEC trugen, nicht mehr an Spieler vergeben.